# Palacio de la Autonomía
El Palacio de la Autonomía es un museo y centro cultural ubicado en el Centro Histórico de la Ciudad de México, perteneciente a la Universidad Nacional Autónoma de México (UNAM). Fue el sitio donde dicha institución obtuvo su autonomía del control directo del gobierno en 1929. 
El edificio es de finales del siglo XIX, y está situado en la esquina de las calles Licenciado Verdad y República de Guatemala, al norte de la iglesia de Santa Teresa la Antigua y al este del Templo Mayor. Este sitio tiene una historia de 500 años, ya que fue parte de las tierras concedidas por Hernán Cortés. El edificio actual fue construido por el gobierno del presidente Porfirio Díaz, pero fue cedido a la universidad en 1910. Desde entonces el edificio ha tenido diversos usos, que incluyen alojar la Facultad de Odontología y la Escuela Nacional Preparatoria de la Universidad Nacional Autónoma de México. Desde 2004 alberga el Museo de la Autonomía Universitaria.

## Descripción
Este edificio fue construido durante el período de gobierno de Porfirio Díaz y pertenece a la Universidad Nacional Autónoma de México. Se considera que la arquitectura del edificio es ecléctica, está construido de piedra blanca traída de Pachuca y tiene una fachada acentuada por un frontón triangular con un relieve y follaje. Parte de los cimientos del edificio descansan en la pared que rodea la plaza sagrada del Templo Mayor.

## Historia
El sitio tiene una historia de más de 500 años. Después de la conquista, Hernán Cortés distribuyó las zonas de la ciudad azteca de Tenochtitlán. Este espacio estaba reservado para Luis de Rivera, el primer representante de la Casa de la Moneda en la Nueva España. A continuación, el área se convirtió en parte del convento de Santa Teresa la Antigua y después de haber sido cerrado por las Leyes de Reforma, fue convertido en viviendas. Esta propiedad fue adquirida después por el gobierno de Porfirio Díaz, que construyó el edificio actual en el siglo XX. En 1910, alojó la Escuela Normal de Maestros, entonces parte de la Universidad Nacional de México, hoy Universidad Nacional Autónoma de México (UNAM).
Como parte de la UNAM, el edificio funcionó como oficinas del decano. En 1929, se firmaron en sus instalaciones, los documentos que le dieron autonomía a la universidad del control directo del gobierno. Después de 1930, el edificio fue la Escuela de Iniciación Universitaria y posteriormente la Escuela Nacional de Comercio y Administración. Después de que gran parte de la UNAM, se trasladó a la Ciudad Universitaria, se ubicó aquí la Escuela Nacional de Odontología. Cuando esta escuela se trasladó en 1958, debido a su crecimiento, el edificio se convirtió en el campus principal de la Escuela de Enfermería y Obstetricia. Por último, se convirtió en el Plantel Número 2 «Doctor Erasmo Castellanos Quinto» de la Escuela Nacional Preparatoria y funcionó como tal hasta 1978. Durante los años 1960 a 1964 también fue sede de la Escuela Nacional Preparatoria Número 7 "Ezequiel A. Chávez".

## Museo de la Autonomía Universitaria
A principios de la década de 2000, un grupo de dentistas organizó una campaña para reconstruir el edificio. En la actualidad funciona como un museo, el Museo de la Autonomía Universitaria, y también suele ser llamado Palacio de la Autonomía. En 1929, la Universidad Nacional de México obtuvo su autonomía, librando el plan de estudios del control directo del gobierno. Esta autonomía se considera extremadamente importante para las universidades públicas mexicanas. Para celebrar el 75 aniversario del evento en 2004, el edificio recibió su nombre actual. El museo tiene el Salón de la Odontología Mexicana, una sala de exposiciones temporales y la exhibición arqueológica, además aloja la emisora de radio universitaria UNAM-FM. Posee los archivos relacionados con los principales actores en la lucha de la universidad por ganar la autonomía. Tiene además unas ventanas construidas para permitir a los visitantes ver los restos del antiguo convento.